# بيير برنارد (مصمم جرافيك)
بيير برنارد (بالفرنسية: Pierre Bernard)‏ هو مصمم جرافيك فرنسي، ولد في 25 فبراير 1942 في باريس في فرنسا، وتوفي بنفس المكان في 23 نوفمبر 2015.